# Rockwell Automation
 Rockwell Automation, Inc. (NYSE: ROK) es una empresa estadounidense que ofrece sistemas de automatización e información industrial. Las marcas incluyen Allen-Bradley y Rockwell Software.
Con sede central en Milwaukee, Wisconsin, Rockwell Automation emplea a más de 22 000 personas y opera en más de 80 países en todo el mundo. La compañía de Fortune 500 reportó $ 6350 millones en ventas durante el año fiscal 2013.

## Historia de la empresa

### Primeros años
Rockwell Automation remonta su historia a 1903 y la formación de la Compression Rheostat Company (Compañía Reostatos de Compresión), fundada por Lynde Bradley y el Dr. Stanton Allen con una inversión inicial de $ 1000.
En 1904, 19 años de edad, Harry Bradley se unió a su hermano en el negocio.
Primer producto patentado de la compañía era un controlador de motor de tipo de compresión de disco de carbono para grúas industriales. El controlador de la grúa se demostró en la Feria Mundial de St. Louis en 1904.
En 1909, la compañía pasó a llamarse de Allen-Bradley Company.
Allen-Bradley se expandió rápidamente durante la Primera Guerra Mundial, en respuesta a la obra contratada por el gobierno. Su línea de productos creció para incluir a los arrancadores automáticos e interruptores, disyuntores, relés y otros equipos eléctricos.
En 1914, Fred Loock estableció por primera vez la oficina de ventas de la compañía en Nueva York.
A la muerte del cofundador Stanton Allen en 1916, Lynde Bradley fue elegido presidente. Harry Bradley fue nombrado vicepresidente y el abogado Louis Quarles fue nombrado secretario corporativo.
En 1918 Allen-Bradley contrató a su primera trabajadora femenina en la fábrica, Julia Bizewski Polczynski, que fue ascendida a capataz al año siguiente.
Durante la década de 1920, la compañía creció su mini negocio de reostato para apoyar a la industria de la radio en expansión. A mediados de esta década, casi el 50 por ciento de las ventas de la compañía fueron atribuidas al departamento de radio. La década se cerró con récord de ventas de la compañía de $ 3 millones.
En 1932, la Gran Depresión había cobrado su precio, la compañía publicó pérdidas récord. En medio de una creciente presión económica, Allen-Bradley redujo su fuerza laboral 800-550 y cortar los salarios en un 50 por ciento. Para disminuir la carga financiera, Lynde y Harry Bradley implementaron un programa único: la empresa sustituyó la pérdida de salarios de los empleados con acciones preferentes. Finalmente, la compañía volvió a comprar todas las acciones a las seis por ciento de interés.
A lo largo de este período, Lynde Bradley apoyó un enfoque de investigación y desarrollo agresivo destinado a "desarrollar la compañía fuera de la Depresión".La estrategia de Lynde Bradley R&D tuvo éxito. Para 1937, el empleo de Allen-Bradley se había recuperado sobre los niveles de la pre-Depresión y las ventas de la compañía alcanzaron un máximo histórico de casi $ 4 millones.

### A mediados delsigloXX
Tras la muerte de Lynde Bradley en 1942, Harry Bradley se convirtió en el presidente de la compañía y Fred Loock fue ascendido a vicepresidente. La Fundación Lynde Bradley, una fundación benéfica, fue establecida con los activos de Lynde Bradley. El primer regalo de la fundación fue de 12.500 dólares que se realizó al Fondo de la Comunidad de Milwaukee, el predecesor de la United Way.
La Segunda Guerra Mundial alimentó niveles sin precedentes de la producción, con el 80 por ciento de los pedidos de la empresa puede ser relacionado con la guerra. Los pedidos en tiempos de guerra se centraron en dos grandes líneas de productos - controles industriales para la producción de la velocidad y los componentes eléctricos o "partes de radio" que se utilizaron en una amplia gama de equipo militar.
Allen-Bradley amplió sus instalaciones en numerosas ocasiones durante la década de 1940 para satisfacer las necesidades de producción en tiempo de guerra. Con Fred Loock sirviendo como presidente y Harry Bradley como responsable, la compañía inició con un gran $ 1 millón, en 1947 un proyecto de ampliación de dos años. La compañía completó expansiones adicionales en sus instalaciones de Milwaukee en los años 1950 y 1960, incluyendo la torre del reloj de Allen-Bradley. La torre del reloj ya que ha cambiado de nombre, y es conocido hoy como la torre de reloj de Rockwell Automation.
Harry Bradley murió en 1965. Fred Loock se retiró en 1967 y murió en 1973.

### A finales delsigloXX
Durante la década de 1970, la compañía amplió sus instalaciones de producción y de los mercados e ingresó en la década de 1980 como una empresa global. Con el presidente J. Tracy O'Rourke (1981-1989) a la cabeza, la compañía introdujo una nueva línea de controladores lógicos programables, PLC-3, en 1981.
En 1985 la propiedad privada de Allen-Bradley estableció un nuevo récord fiscal con ventas de $ 1,000 millones. El 20 de febrero de 1985 Rockwell International compró Allen-Bradley por $ 1,651,000,000. Esta fue la mayor adquisición en la historia de Wisconsin hasta la fecha.
La década de 1990 se caracterizó por la continuación del desarrollo de tecnología, incluyendo el lanzamiento de la compañía de su negocio de software, Rockwell Software (1994), la plataforma de control Logix (1997) y el sistema de Arquitectura Integrada (1999).
Durante esta década, Rockwell International también adquirió un negocio de sistemas de potencia, compuesto de Reliance Electric y Dodge. Estas dos marcas, combinadas con sistemas de control de cadenas de Allen-Bradley y Rockwell Software, se comercializan como Rockwell Automation.

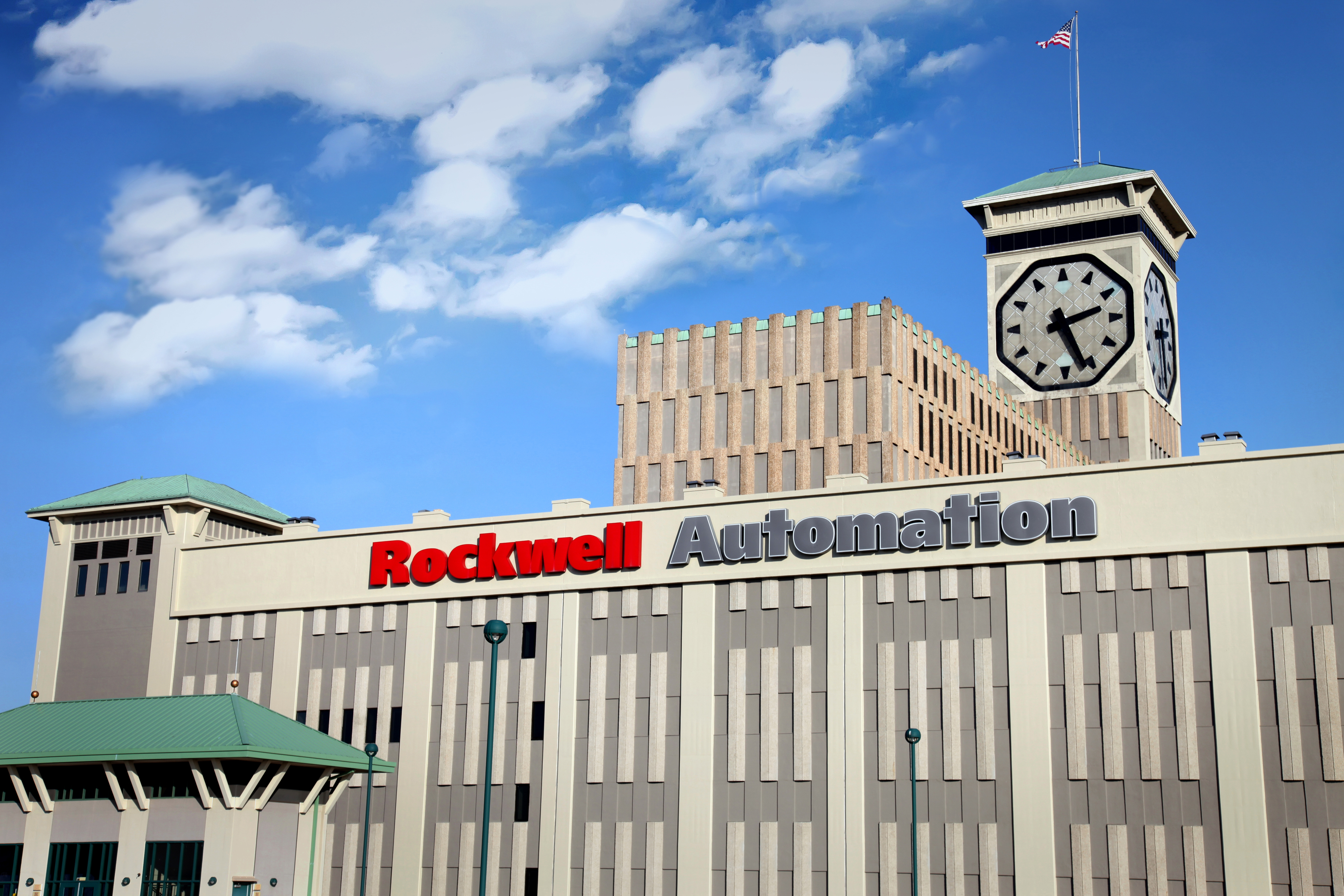
Las actuales oficinas centrales de Rockwell Automation en Milwaukee, Wis.

En 1998, Keith Nosbusch fue nombrado presidente de Sistemas de Control de Rockwell Automation. Sede de Rockwell International Corporation se trasladó a Milwaukee, Wisconsin el mismo año.

### sigloXXI
Rockwell International Corporation cambió su nombre por el de Rockwell Automation en 2002 y sigue cotizando en la Bolsa de Valores de Nueva York bajo el símbolo “ROK.”
Keith Nosbusch fue nombrado director general en 2004.
En 2007, Rockwell Automation vendió la división Power Systems para centrarse en sus competencias básicas en automatización y tecnología de la información.

## Operaciones

### Segmentos de negocio
Rockwell Automation opera su negocio a través de dos segmentos - Arquitectura y Software, y productos de control y soluciones.
- El segmento de Arquitectura y Software contiene elementos principales de los sistemas de información y control de Rockwell Automation, aplicaciones de software y componentes de automatización.

- Productos de control y soluciones consiste en productos de control de motores, soluciones y servicios.

### Productos
El portafolio de Rockwell Automation incluye:
Sistemas de Control
- Integrated Architecture®
- Sistema de gama media Arquitectura
- Sistema de Automatización de Procesos PlantPAx®

Componentes de Control Industrial
- Componentes Conectados
- Soluciones sobre Máquina
- tecnología de seguridad

Información del software
- Inteligencia de Fabricación
- Gestión de Operaciones de Manufactura

Dispositivos de Control de Motores
- Control inteligente de motores

Dispositivos Sensores
- Componentes Conectados
- Soluciones sobre Máquina
- tecnología de seguridad
- Sensores y Switches

Tecnología de red
- Redes EtherNet/IP y CIP

tecnología de Seguridad
- Maquinaria de Seguridad
- Seguridad de los Procesos
- Seguridad Eléctrica

Seguridad Industrial
- Visualización & HMI

### Servicios
Soluciones de Rockwell Automation incluyen sistemas de ingeniería que van desde el diseño personalizado, componentes empaquetados grandes, proyectos de integración de sistemas llave en mano. Los servicios incluyen la reparación, la consultoría de gestión de activos y centros de apoyo a distancia y la formación.
Servicios
- Gestión de activos
- Asesoramiento y Evaluación
- Paquetes de Ingeniería y Paneles de Integración
- Acuerdo de Apoyo Integral
- Servicios de Integración
- Contratista Principal de Automatización (MAC)
- Mantenimiento y Reparación
- Servicios de red
- Soporte Telefónico y En línea
- Servicios en Sitio
- Soporte Remoto y Monitoreo
- Gestión de proyectos
- Servicios de Seguridad
- Servicios de Seguridad
- Diseño de Sistemas
- Formación

Soluciones
- Conversión, Impresión y Web Manejo
- Manufactura y Ensamble
- Manejo de materiales
- Embalaje
- Potencia y Energía
- Proceso

## Premios y reconocimientos
En los últimos 5 años, Rockwell Automation ha recibido múltiples premios de las siguientes organizaciones:
- Control Engineering Engineers Choice Award
- Control Magazine’s Readers Choice Award
- Control Design Readers Choice Award
- Better Business Bureau International Torch Award
- Automation World Leadership in Automation Award
- Food Processing Readers Choice Award
- Forbes Magazine World’s Most Innovative Company Award
- PR News Top Honor for Trade Show/Event